# Gao Tsohon Gari
Gao Tsohon Gari (auch: Gao Sofon Gari, Gao Sohon Gari) ist ein Dorf in der Stadtgemeinde Filingué in Niger.

## Geographie
Das von einem traditionellen Ortsvorsteher (chef traditionnel) geleitete Dorf liegt am Rand des Trockentals Dallol Bosso. Es befindet sich rund elf Kilometer südlich des Stadtzentrums von Filingué, der Hauptstadt des gleichnamigen Departements Filingué, das zur Region Tillabéri gehört. Ein Nachbardorf von Gao Tsohon Gari ist Gao Sabon Gari im Südosten.
Es herrscht das Klima der Sahelzone vor, mit einer durchschnittlichen jährlichen Niederschlagsmenge zwischen 300 und 400 mm. Gao Tsohon Gari ist Teil einer etwa 70.000 Hektar großen Important Bird Area, die unter der Bezeichnung Dallol Boboye den mittleren Abschnitt des Dallol Bosso vom Stadtzentrum von Filingué bis circa 15 Kilometer südlich von Balleyara umfasst.

## Geschichte
Der Ortsname kommt aus der Sprache Hausa. Gao bedeutet  „Anabaum“ und Tsohon Gari „alte Stadt“. Gao Tsohon Gari wurde in vorkolonialer Zeit gegründet. Es handelt sich um einen der alten Orte der ethnischen Gruppe der Kurfeyawa, der der Überlieferung nach von den Kindern von Adabur, dem Kurfeyawa-Anführer von Shett, gegründet wurde. Weitere dieser Siedlungen sind beispielsweise Chikal, Itchiguine, Kania, Louma und Tounfalis.
In Anwesenheit des Premierministers Brigi Rafini wurde am 4. Januar 2014 die Elektrifizierung von Gao Tsohon Gari sowie der ebenfalls im Departement Filingué gelegenen Orte Chikal, Louma und Toukounous eingeweiht.

## Bevölkerung
Bei der Volkszählung 2012 hatte Gao Tsohon Gari 668 Einwohner, die in 84 Haushalten lebten. Bei der Volkszählung 2001 betrug die Einwohnerzahl 1752 in 232 Haushalten und bei der Volkszählung 1988 belief sich die Einwohnerzahl auf 898 in 140 Haushalten.

## Wirtschaft und Infrastruktur
Mit einem Centre de Santé Intégré (CSI) ist ein Gesundheitszentrum im Ort vorhanden. Es verfügt über ein eigenes Labor und eine Entbindungsstation. Es gibt eine Schule.